# Invertebrate Zoology
Invertebrate Zoology (skrót: Inv. Zool.) – rosyjskie, recenzowane czasopismo naukowe otwartego dostępu publikujące w dziedzinie zoologii.
Czasopismo to wydawane jest przez KMK Scientific Press. Ukazuje się od 2004, w latach 2004–2017 dwa razy do roku, a od 2018 cztery razy do roku. Publikacje są głównie w języku angielskim. Publikowane są oryginalne prace badawcze, prace przeglądowe jak i krótkie doniesienia dotyczące morfologii, anatomii, embriologii, taksonomii, filogenezy i ekologii wszelkich grup bezkręgowców, z protistami włącznie.